# Order Wazów
Królewski Order Wazów (szw. Kungliga Vasaorden) – wysokie odznaczenie państwowe Królestwa Szwecji nadawane przede wszystkim za zasługi w prywatnym sektorze handlu, przemysłu i rolnictwa, oraz dla sztuki i nauki.

## Historia
Dawniej potocznie zwany „zieloną wstęgą” (Det gröna bandet), nie należący do systemu orderowego stworzonego w 1748 przez króla Fryderyka I, Order Wazów został ustanowiony 29 maja 1772 przez króla Gustawa III, który pragnął w ten sposób móc wyróżnić zasłużone dla społeczeństwa osoby nie pozostające w służbie państwowej. Oficjalnie order miał trzy klasy: Krzyż Wielki, Komandor i Kawalera, przy czym II i III klasa zostały później podzielone na dwa stopnie – komandorska w 1873, a kawalerska w 1889. Oprócz tego w 1895 ustanowiono dwustopniowy (złoty i srebrny) medal związany z orderem. 
Był jedynym odznaczeniem szwedzkim nie uzyskiwanym przez członków domu panującego poprzez narodziny i ze względu na swą niezależność od systemu Fryderyka I cieszył się wielkim respektem. Początkowo (przed podziałem II i III klasy na stopnie) miał liczyć tylko 50 Kawalerów, 8 Komandorów i 6 Krzyży Wielkich.
W 1860, za panowania Karola XV upodobniono Order Wazów do innych szwedzkich odznaczeń, porzucono jego tradycyjną formę owalnego medalionu i przystosowano do znanego systemu pięciu klas Legii Honorowej:
- Komandor Krzyża Wielkiego Wielkiego (Kommendör med stora korset – skr. KmstkVO),
- Komandor I Klasy (Kommendör av första klassen – skr. KVO1kl),
- Komandor (Kommendör – skr. KVO),
- Kawaler I Klasy (Riddare av första klassen – skr. RVO),
- Kawaler (Riddare – skr. RVO1kl),

dodatkowo w 1895 zostały ustanowione przynależące do orderu:
- Odznaka Wazów (Vasatecknet),
- Złoty Medal Wazów (Vasamedaljen i guld),
- Srebrny Medal Wazów (Vasamedaljen i silver).

Nowa konstytucja z 1 stycznia 1975 zawiesiła nadawanie orderu i Szwedom i cudzoziemcom, pozostawiając panującego monarchę jego wielkim mistrzem. Żyło wówczas jeszcze wielu kawalerów, a więc Order Wazów nie wygasł.
15 grudnia 2022 cały szwedzki system orderowy został przywrócony w pełnym zakresie, umożliwiając obywatelom Szwecji otrzymywanie wszystkich trzech orderów za zasługi, a obcokrajowcom otrzymywanie także orderów Miecza oraz Wazów (ustawa weszła w życie 1 lutego 2023). Został on też w niewielkim stopniu zmodernizowany i uaktualniony.

## Insygnia

### Od 1772
Gustaw III pragnął by jego order różnił się wyglądem od odznaczeń „systemu”, a więc nie wprowadził stereotypowego maltańskiego krzyża jako odznaki orderowej, lecz owalny złoty medal z herbem rodu Wazów – „snopkiem zboża” w środku, otoczonym napisem GUSTAF DEN TREDIE INSTIKTARE MDCCLXXII (GUSTAW TRZECI ZAŁOŻYCIEL 1772). Gwiazda orderu (tylko I klasa) była haftowana i przedstawiała srebrny krzyż maltański z ukoronowanym snopkiem Wazów i ze stylizowanymi liśćmi pokrzywy między ramionami (pochodzącymi z herbu Holsztynu, dawnej ojczyzny ojca króla Gustawa, Adolfa Fryderyka). Noszony był na zielonej wstędze, przez kawalerów I i II klasy z prawego ramienia na lewy bok, przez kaw. III klasy na szyi.

### Od 1860
Krzyż orderowy otrzymał formę emaliowanego na biało krzyża maltańskiego, w którego środkowym medalionie awersu i rewersu znajdował się na czerwonym tle snopek Wazów otoczony tym samym, ale nieco skróconym napisem GUSTAF DEN III INST MDCCLXXII. Między ramionami krzyża umieszczono złote królewskie korony, zawieszka także posiadała formę korony. Gwiazdy I i (nowowprowadzona) II klasy były wykonywane ze srebra, przy czym gwiazda II klasy nie miała holsztyńskich liści pokrzywy między ramionami. Krzyż kawalerski II stopnia był srebrny, wszystkie inne wykonywano w złocie. Stworzono także łańcuch orderowy, składający się z czterech złotych wazowskich snopków i czterech liści pokrzywy oraz dwunastu niebieskich tarcz herbowych z herbem Szwecji – Trzema Koronami. 
W 1895 ustanowiono także związany z orderem i noszony na jego zielonej wstędze Medal Wazów (Vasamedaljen), który był trzystopniowy (złoty, ze srebra pozłacanego i srebrny), nadawany w dwóch różnych rozmiarach i zawieszony na koronie królewskiej. Na awersie posiadał on podobiznę krzyża orderowego, na rewersie wieniec laurowy i miejsce na wygrawerowanie nazwiska odznaczonego.